# Сурат
Вижте пояснителната страница за други значения на Сурат.
Сурат (на гуджарати: સુરત; на английски: Surat) е пристанищен град в Индия, разположен в западния щат Гуджарат. 
Сурат е с население от 4 501 610 жители (2011 г.), което го прави четвърти по население град в щата и девети в Индия. Площта му е 327 км². 
В градa са развити текстилната и диамантената индустрии. Голям процент от обработката на диаманти в световен мащаб се извършва в Сурат.
През 1612 г. близо до Сурат се случва морската битка при Суали.